# Niebieski Most (Petersburg)

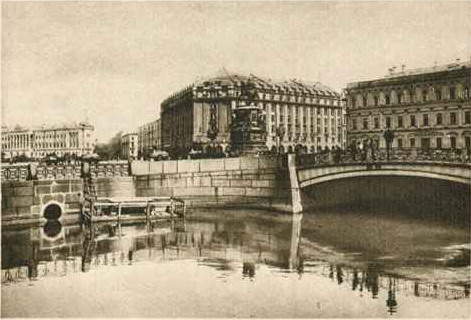
Widokówka przedstawiająca Niebieski Most w latach 1918–1941

Niebieski Most (ros. Си́ний мост, Sinij most) – jednoprzęsłowy most położony w Sankt Petersburgu, stanowiący przeprawę nad rzeką Mojką w historycznym centrum miasta. Po moście przebiega Prospekt Wozniesieński. 
Most został wybudowany w 1818 roku, według projektu z 1805, roku autorstwa Williama Heste. W latach 1842–1844 most został poszerzony do obecnej szerokości 97,3 metra, w związku z czym został najszerszym mostem w Sankt Petersburgu.